# Selbststerilität
Selbststerilität (Selbstunfruchtbarkeit) ist eine Bezeichnung für die Eigenschaft von Pflanzen, nicht dazu fähig zu sein, sich selbst zu befruchten. Die Samenbildung bleibt nach Bestäubung mit dem eigenen Pollen von genotypisch gleichen Individuen aus. Beispielsweise sind die Sorten von Apfel, Kakao, Birne und Süßkirsche in der Regel selbststeril, was für den Anbau bedeutet, dass diese Sorten großräumig nicht als Monokultur angebaut werden dürfen. Gegensatz hierzu ist die Selbstfertilität.
Bei verschiedenen Pilzen wird Selbststerilität durch den Mechanismus der Heterothallie erreicht.
Siehe auch: Autogamie, Selbstinkompatibilität bei Pflanzen